# Намзырай, Зоя Алдын-ооловна
Зоя Алдын-ооловна Намзырай (тув. Зоя Алдын-оол кызы Намзырай; 7 сентября 1941 — 29 июня 2010) — поэт, автор семи поэтических сборников, лауреат премии Министерства культуры РТ в области литературы и искусства, Заслуженный работник Республики Тыва (2006), член Союза писателей Тувы, Союза журналистов России, Союза композиторов Тувы.

## Биография
Родилась 7 сентября 1941 года в местечке Биче-Тей сумона Шекпээр Барун-Хемчикского хошуна Тувинской Народной Республики. После окончания 8 классов Кызыл-Мажалыкской средней школы, в 1957 г, училась на библиотечных курсах Министерства культуры Тувинской области. Окончила Библиотечный техникум в г. Канске (1958). Работала в библиотеке Барун-Хемчикского райкома партии, в 1961-62 гг. — в Бай-Хаакской районной библиотеке, лаборантом кафедры тувинской филологии КГПИ, машинисткой Тувинского книжного издательства, библиотекарем в библиотеке Всероссийского театрального общества (ВТО).

## Творчество
Литературную деятельность начала в 1957 году. Первое стихотворение напечатано в газете «Сылдысчыгаш» («Звездочка») в 1957 г. Стихи «Москва», «Бора коданнар», «Анай-Хаак» были напечатаны в газетах « Тыванын аныяктары» и «Сылдысчыгаш». Тема ее творчества — любовь и разлука, материнство, скорбь об утрате близких, любимых. Начиная с 1961 года стала печататься в альманахе «Улуг-Хем» — печатном органе писателей Тувы, на страницах журналов «Огонек», «Дружба народов», «Пионер» в переводах на русский язык С. Козловой, Ю. Вотякова, Г. Принцевой, Э. Цаллаговой, Б. Прудникова, С.Ондур, И. Принцевой. Она — автор многих популярных в народе песен. Ее песни заслуженно снискали народную любовь. «Шончалай» (Первый подснежник) на музыку Г. Базыра, «Журавли» на музыку К. Баазан-оола, «Ждет меня мама» на музыку А. Сагаачы. Ее творчество переведено на русский, монгольский, киргизский, бурятский, якутский, казахский языки. Она — автор поэмы, посвященной Его Святейшеству Далай-Ламе XIV «Рожден был ламой я».

## Награды и звания
- Медаль «Ветеран труда» (1991)
- Почетная грамота Верховного Совета Республики Тыва (1999)
- Почетная грамота Председателя Правительства РТ (2002)
- Почетная грамота Председателя законодательной палаты Хурала Баян-Улэгэйского аймака Монголии (2006)
- Заслуженный работник Республики Тыва (2006)

## Основные публикации
- Красная ива: стихи, 1969

- Шончалай: стихи, 1978
- Журавлиное поле: стихи, 1978
- Пиалоузорчатая Тува: стихи, 1994
- Величественные Саяны: стихи, поэма, 2002
- Нежный цветок багульника: стихи, переводы, 2008